# Second tune 〜世界 止めて〜
『second tune 〜世界 止めて〜』（セカンドチューン せかい とめて）は、竹井詩織里の2枚目のアルバム。CDコードはGZCA-5071。

## 概要
サブタイトルにも採られた「世界 止めて」の他、「君を知らない街へ」「つながり」のシングル曲を収録した2枚目のアルバム。シングル・アルバムを通して自身最高の売上を記録している。
作曲としてクレジットされている後藤康二と後藤浩二は異なる人物である。

## 収録曲
1. 世界 止めて
  - 作詞：竹井詩織里／作曲：大野愛果／編曲：小林哲
2. となり
  - 作詞：竹井詩織里／作曲：大野愛果／編曲：小林哲
3. 君を知らない街へ
  - 作詞：竹井詩織里／作曲：大野愛果／編曲：小林哲
4. うたかた
  - 作詞：竹井詩織里／作曲：後藤康二／編曲：アマオトラァラ
5. Reflection
  - 作詞：竹井詩織里／作曲：高森健太／編曲：Dr. Terachi＆Pierrot Le Fou

「君を知らない街へ」のカップリング曲。
6. and it's over
  - 作詞：竹井詩織里／作曲：冨田敏夫／編曲：小林哲
7. slow step
  - 作詞：竹井詩織里／作曲：徳永暁人／編曲：小関泰士
8. くちなし
  - 作詞：竹井詩織里／作曲：後藤浩二
9. new day
  - 作詞：竹井詩織里／作曲：徳永暁人／編曲：Bonn
10. Lost In Paradise
  - 作詞：竹井詩織里／作曲：大野愛果／編曲：小林哲
11. つながり
  - 作詞：竹井詩織里／作曲：大野愛果／編曲：小林哲
12. パズル
  - 作詞：竹井詩織里／作曲：後藤康二／編曲：古井弘人
13. 世界 止めて -piano instrumental ver.-
  - ピアノ：後藤浩二

## 演奏
- 大賀好修：Guitars (#1.2.7.9.10.11)
- 麻井寛史：Bass (#1.10.11)
- 古賀和憲：Guitars (#3.12)
- キシモトソウタ (アマオトラァラ)：Male Vox (#4)
- 古屋洋平 (アマオトラァラ)：Guitars (#4)
- シノケイイチ (アマオトラァラ)：Bass (#4)
- 高田久美 (クアトラーニャ)：Flute (#4)
- 車谷啓介：Djembe (#4)
- 増崎孝司：Guitars (#5)
- 上石統、中野勇介：Trumpet (#5)
- 津崎知之：Trombone (#5)
- 庵原良司：Tenor Saxophone (#5)
- 新津健二：Bass (#5)
- 鈴木ひさつぐ：Tenor Saxophone (#6)
- 後藤浩二：Piano (#8.13)
- 大野愛果：Female Vox (#11)